# Спрейг, Фрэнк Джулиан
Фрэнк Джулиан Спрэйг (англ. Frank Julian Sprague; 25 июля 1857, Милфорд (Коннектикут) — 25 октября 1934) — морской офицер и изобретатель, который внёс большой вклад в развитие электрических двигателей, электрического рельсового транспорта и лифтов. Особый вклад он внёс в развитие городского электрического транспорта быстрорастущих в конце 19 века городов и создание лифтов для небоскребов. Он прославился как «Отец электрической тяги» и первый человек в мире, создавший поезд с управлением по системе многих единиц на железнодорожном транспорте.

## Биография

### Детство и образование
Фрэнк Джулиан Спрэйг родился 25 июля 1857 года в Милфорде (штат Коннектикут) в семье Дэвида (David Cummings Sprague) и Фрэнсис (Julia King Sprague) Спрэйгов. В школе особо отличался по математике. В 1874 поступил в военно-морскую академия США в городе Аннаполис (штат Мэриленд), которую закончил в 1878 году, став 7-м по успеваемости в классе из 36 учеников.

### Изобретатель ВМС США
После академии начал служить в военно-морских силах США в звании мичмана. Службу начал на корабле «Ричмонд», затем продолжил службу на корабле «Миннесота». В 1881 году, когда его корабль стоял в Ньюпорте (штат Род-Айленд), Спрэйг изобрёл инверсионный тип динамо-машины. Затем он перешёл служить на флагман европейской эскадры Ланкастер, на котором установил первую в военно-морских силах США систему электрического звонка для вызова экипажа из различных отсеков корабля. Спрэг взял отпуск, чтобы присутствовать в Париже на электрической выставке в 1881 году и в 1882 году в Лондоне на выставке в Хрустальном дворце, где он был членом жюри по премиям в области газовых двигателей, генераторов и ламп.

### Работа в электротехнической промышленности
В 1883 году Эдвард Х. Джонсон, деловой партнер Томаса Эдисона, убедил Спрэйга уйти в отставку и начать работать на Эдисона.
Спрэйг стал работать в лаборатории Эдисона в Менло-Парк, штат Нью-Джерси. До его прихода Эдисон проводил много дорогостоящих экспериментов методом проб и ошибок. Подход Спрэйга состоял в том, чтобы использовать расчёты и математически оптимальные параметры и таким образом избежать многих ненужных экспериментов. Он сделал много важной для Эдисона работы, в том числе улучшил балансировку распределительных цепей центральных электростанций Эдисона, разработав математическую модель распределения электроэнергии. В 1884 году он ушёл от Эдисона и основал Sprague Electric Railway & Motor Company, которая первой начала производство промышленных электромоторов.
К 1886 году компания Спрэйга сделала два важных изобретения:
- Работающий с постоянной скоростью не искрящийся двигатель со щётками. Был изобретен двигатель работающий с постоянной скоростью под переменной нагрузкой.
- Рекуперативное торможение. Метод торможения за счёт преобразования кинетической энергии в электрическую (при торможении двигатель работает как генератор) и отдачи её в электрическую сеть. Его регенеративная тормозная система сыграла важную роль в развитии электропоездов и электрических лифтов.

### Трамвай

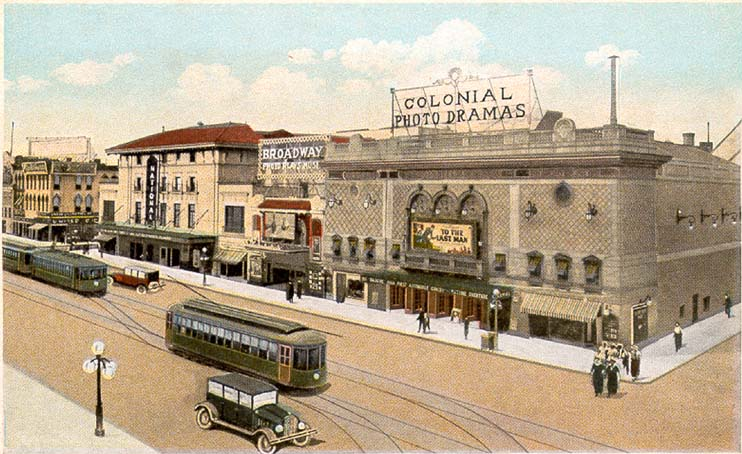
Почтовая открытка 1923 года с изображением трамвая в Ричмонде штат Виргиния, где Спрэйг успешно продемонстрировал свою новую систему в 1888 году

Спрэйг усовершенствовал токоприёмник трамвая, который изобрёл в 1885 году Чарлз Джозеф Ван Диполь (Charles Joseph Van Depoele), сделав его надёжным и безопасным. Трамвай приобрёл свой современный облик с токосъёмником на крыше. Доказал практичность системы рекуперативного торможения. После тестирования своего трамвая в конце 1887 и в начале 1888 года создал первую успешную большую электрическую трамвайную систему протяжённостью 12 миль, которая начала работать 2 февраля 1888 года в Ричмонде штат Виргиния.

### Система многих единиц
В 1887 году на Чикагской эстакадной железной дороге Спрэйг впервые в мировой практике создал электропоезд, управляемый по системе многих единиц. После этого успеха быстро последовали контракты в Бруклине и Бостоне.
Технически более сложная задача создания поезда с управлением по системе многих единиц на безрельсовом транспорте была решена[значимость факта?] только через 79 лет киевским изобретателем Владимиром Векличем, когда в 1966 году он создал первый троллейбусный поезд. Поезда, управляемые по системе многих единиц, успешно эксплуатируются и в настоящее время. В течение последующих двух лет его компания выполнила контракты на сто десять трамвайных систем в больших и малых городах по всей территории Соединенных Штатов, Италии и Германии, а также для метро Нью-Йорка. В 1890 году его компания была поглощена Edison General Electric.

### Электрические лифты
В 1892 году Спрэйг основал Sprague Electric Elevator Company. Совместно с Чарльзом Праттом (Charles R. Pratt) он разработал электрический лифт Спрэйга-Пратта. Их лифт отличался большей скоростью и грузоподъёмностью, чем гидравлические или паровые лифты. Sprague Electric Elevator Company установила 584 лифтов по всему миру. В 1895 году Спрэйг продал свою компанию, и она стала частью Otis Elevator Company.

### Семья
Спрэйг был женат дважды — на Мэри Китинг и Харриет Чапман Джонс. У него было три сына и дочь.

### Смерть
Умер 25 октября 1934 года и был похоронен на Арлингтонском национальном кладбище.

## Награды
- Медаль Эллиота Крессона (1903)
- Медаль Эдисона (1910)
- Медаль Франклина (1921)
- Медаль Джона Фрица (1935)